# Cantone di Monpazier
Il Cantone di Monpazier era una divisione amministrativa dell'arrondissement di Bergerac.
A seguito della riforma approvata con decreto del 21 febbraio 2014, che ha avuto attuazione dopo le elezioni dipartimentali del 2015, è stato soppresso.

## Composizione
Comprendeva i comuni di:
- Biron
- Capdrot
- Gaugeac
- Lavalade
- Lolme
- Marsalès
- Monpazier
- Saint-Avit-Rivière
- Saint-Cassien
- Saint-Marcory
- Saint-Romain-de-Monpazier
- Soulaures
- Vergt-de-Biron